# Joe Jackson
Joseph Walter Jackson (Fountain Hill, Arkansas, Estats Units, 26 de juliol de 1928 - Las Vegas, Nevada, Estats Units, 27 de juny de 2018) era un gestor de talent i patriarca de la família Jackson d'artistes que incloïa els seus fills Michael Jackson i Janet Jackson. Va entrar al Rhythm and Blues Music Hall of Fame com a membre de la classe del 2014.

## Darrers anys

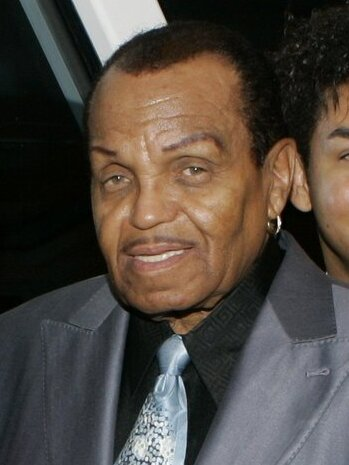
Jackson en un esdeveniment el 2007

El 2011 Jackson va entrar a l'Arkansas Black Hall of Fame.
El 2014 Jackson va acceptar el premi en nom del seu fill Michael, quan va entrar al Rhythm & Blues Music Hall of Fame amb un Lifetime Achievement Award. L'any següent va rebre el The Rhythm & Blues 2015 Humanitarian Award. El juny de 2015, Jackson va aparèixer als premis BET 2015 amb la seva filla Janet Jackson, que acceptava l'Ultimate Icon Award.
El 27 de juliol de 2015, Jackson va ser ingressat a l'hospital després d'un atac de cor i una arrítmia cardíaca mentre celebrava el seu 87è aniversari al Brasil. No va estar prou estable com per marxar d'aquest país per rebre més tractament fins al cap de dues setmanes. Després de la seva arribada a Los Angeles, Califòrnia l'11 d'agost, va ser tractat al Cedars-Sinai Medical Center per corregir la seva vista borrosa després de l'infart.
El gener de 2017 va morir el seu germà Lawrence.

## Mort
El 22 de juny de 2018, TMZ va informar que Jackson estava hospitalitzat a Las Vegas en les etapes finals d'un càncer pancreàtic terminal. Va morir en un hospici a Las Vegas el 27 de juny a l'edat de 89 anys.